# استیون گوارینو
استیون گوارینو (انگلیسی: Stephen Guarino؛ زادهٔ ۱۴ نوامبر ۱۹۷۵) هنرپیشه و کمدین اهل ایالات متحده آمریکا است. وی اصالتاً اهل فلوریدا می‌باشد. استیون گوارینو از سن ۱۵ سالگی آشکارا همجنسگرا می‌باشد.
این بازیگر را بیشتر به خاطر برنامه «The Big Gay Sketch Show» می‌شناسند.